# Not as a Stranger
Not as a Stranger is  Amerikaanse dramafilm uit 1955 van Stanley Kramer. Het scenario is gebaseerd op de gelijknamige roman uit 1954 van de Amerikaanse auteur Morton Thompson. De film werd destijds in Nederland uitgebracht onder de titel De glorie van het leven.

## Verhaal
Voor de ambitieuze student medicijnen Luke Marsh is het ramp wanneer hij zijn collegegeld niet kan betalen. Zijn vader, een alcoholist, heeft het geld hiervoor verdronken. Zijn vriend Al Boone en de patholoog dokter Aarons bieden hem geld aan, maar het is niet genoeg, Wel kan hij nu een aanbetaling doen, maar hij krijgt te horen dat de rest van het geld binnen dertig dagen binnen moet zijn. Enige dagen later ontmoet Luke de verlegen hoofdzuster Kris Hedvigson. Luke weet dat Kris niet onbemiddeld is en als hij merkt dat de vrouw verliefd op hem wordt, probeert hij gebruik te maken van de situatie. Ze gaan een relatie aan en al snel vraagt Luke haar ten huwelijk en zegt tegelijk dat hij zijn opleiding moet opgeven. Als de verliefde Kris de reden hoort, biedt ze aan het ontbrekende collegegeld te betalen. Als Luke doet alsof hij hier te trots voor is, dringt Kris aan en gaat hij, zogenaamd tegen zijn zin, overstag. Zijn vriend Al is furieus dat Luke gebruikmaakt van een wanhopige oudere vrouw die bang is een oude vrijster te worden. Desondanks is hij de getuige van Luke bij het huwelijk. Gesteund door Kris zet Luke zijn studie voort. Hij maakt zich niet populair door dokter Dietrich, een chirurg, te bekritiseren, omdat deze arts geen nieuwe chirurgische technieken gebruikt. Luke moet zijn excuus aanbieden en weigert dat aanvankelijk. Pas wanneer het ziekenhuis dreigt dat hij zijn studie dan kan vergeten, geeft hij toe. Het jaar daarop zijn Luke en Al coassistenten geworden. In de nacht wordt het dode lichaam binnengebracht van een man die onder een bus is gekomen. Het blijkt de vader van Luke te zijn. Ondanks de slechte verhouding die hij met zijn alcoholische vader had, breekt Luke uit in tranen en toont voor het eerst emotie. De studie gaat verder en op zekere dag ontdekt Luke dat Al een moedervlek heeft verwijderd bij een van hun patiënten. De woedende Luke verwijt zijn vriend en public dat de moedervlek een melanoom was en dat hij nooit zonder overleg en onderzoek de vlek mocht verwijderen. Kris verwijt op haar beurt Luke dat hij zijn beste vriend voor schut heeft gezet, maar Al geeft toe dat Luke gelijk had. Na zijn coassistentschappen krijgt Luke een baan als assistent van de arts dokter Runkleman. Terwijl Luke hard werkt aan zijn carrière begint Kris te denken aan een kindje. Ze is al wat ouder en wil nu graag een gezin stichten. Maar als ze er met Luke over wil praten is hij te moe en valt in slaap. Het leven gaat verder en Luke ontmoet de knappe jonge weduwe Harriet Lang. Hij voelt zich tot haar aangetrokken, maar Harriet houdt hem af. Teleurgesteld gaat Luke terug naar de praktijk. Daar test hij zijn nieuwe stethoscoop op dokter Runkleman en ontdekt zo bij toeval dat de laatste een ernstige hartaandoening heeft. Runkleman weet hiervan maar slaat het advies van Luke om met pensioen te gaan in de wind. Tijdens een etentje bij Runkleman die avond, horen Kris en Luke dat dokter Snider in het ziekenhuis een fatale fout heeft gemaakt en dat een patiënt is overleden. Snider is echter door hogerhand benoemd en kan niet worden ontslagen. Ze bespreken het geval aan tafel en Luke flirt met Harriet die ook aanwezig is bij het diner. Na afloop krijgen Kris en Luke ruzie en het is duidelijk dan hun huwelijk op springen staat. Als Kris weer over een gezin begint, zoekt Luke zijn heil bij Harriet en begint een affaire met haar. Wat Luke niet weet is dat Kris al twaalf weken zwanger is. Intussen ontdekt Luke dat een door Snider opgegeven patiënt tyfus heeft. De man kan echter nog worden gered en hij brengt de patiënt onder in een afgesloten deel van het ziekenhuis. Samen met Kris weet hij de man te redden en Luke is onder de indruk van haar capaciteiten als verpleegster. Nadat hij zijn patiënten heeft ingeënt tegen tyfus gaat Luke naar Harriet en zegt haar dat hij de verhouding wil beëindigen. Hij keert terug naar huis waar hij wordt opgewacht door Al die hem vertelt dat Kris zwanger is. Een stomverbaasde Luke biedt zijn excuses aan, maar Kris is nu zo boos dat ze hem het huis uitgooit. Terug in het ziekenhuis hoort Luke dat Runkleman een hartaanval heeft gehad. Met hulp van Snider begint Luke onmiddellijk aan een operatie. Aanvankelijk weet Luke de gescheurde aorta te repareren, maar als hij vervolgens alles wil afsluiten maakt hij een fout en de aorta scheurt weer met fatale gevolgen. Lamgeslagen loopt Luke door de stad en keert uiteindelijk weer terug naar Kris. Die heeft hem inmiddels vergeven en wacht hem op. Als Luke vertelt over zijn fout probeert ze hem te troosten. Ook een arts is maar een mens zegt ze en neemt haar man in haar armen.

## Rolverdeling
| Acteur              | Personage          |
| ------------------- | ------------------ |
| Olivia de Havilland | Kristina Hedvigson |
| Robert Mitchum      | Lucas Marsh        |
| Frank Sinatra       | Alfred Boone       |
| Gloria Grahame      | Harriet Lang       |
| Broderick Crawford  | Dokter Aarons      |
| Charles Bickford    | Dokter Runkleman   |
| Myron McCormick     | Dokter Snider      |
| Lon Chaney jr.      | Job Marsh          |
| Jesse White         | Ben Cosgrove       |
| Harry Morgan        | Oley               |
| Lee Marvin          | Brundage           |
| Virginia Christine  | Bruni              |
| Whit Bissell        | Dokter Dietrich    |
| Jack Raine          | Dokter Lettering   |
| Mae Clarke          | Zuster Odell       |

## Prijzen en nominaties
| Jaar | Prijs                    | Categorie                 | Genomineerde(n)  | Uitslag     |
| ---- | ------------------------ | ------------------------- | ---------------- | ----------- |
| 1955 | Oscars                   | Beste geluid              | Watson Jones     | Genomineerd |
| 1955 | BAFTA's                  | Beste buitenlandse acteur | Frank Sinatra    | Genomineerd |
| 1955 | National Board of Review | Beste mannelijke bijrol   | Charles Bickford | Gewonnen    |

## Achtergrond

### Voorgeschiedenis
De auteur Morton Thompson stierf enkele weken voor de publicatie van zijn roman. Stanley Kramer had toen al de filmrechten verkregen voor 75.000 dollar. Tot dusverre was Kramer alleen werkzaam geweest als producent, maar Not as a Stranger zou zijn regiedebuut worden. Hij wilde een kassucces maken van de omvangrijke roman en op die manier een groot filmpubliek bereiken. Hij bezocht verschillende redacteuren en boekwinkels en sprak het publiek toe. Het is niet bekend of de inspanningen van Kramer ertoe bijdroegen, maar de roman werd een succesboek en Kramer stond te popelen om te beginnen met de verfilming.

### Acteurs
De audities begonnen in 1954 en Kramer had aanvankelijk Montgomery Clift in gedachten voor de rol van Luke Marsh en Ingrid Bergman voor de rol van Kris Hedvigson. Maar zij vielen af en werden vervangen door respectievelijk Robert Mitchum en Olivia de Havilland. De Havilland bezocht in september 1954 het Cedars-Sinai Hospital en woonde twee operaties bij als voorbereiding voor haar rol. De keuze van Frank Sinatra voor de rol van Al Boone was een verrassing. Het personage Boone is een twintiger, terwijl Sinatra  al veertig was. Hij had echter met zijn rol van Angelo Maggio in From Here to Eternity uit 1953 bewezen ook dramatische rollen aan te kunnen. De critici waren in ieder geval beter over Sinatra te spreken dan over Robert Mitchum.

### Productie
Voordat Kramer zijn film kon maken moest hij verschijnen voor de American Medical Association (Amerikaanse Medische Vereniging) en uitleggen wat hij in beeld wilde brengen. De organisatie was bezorgd dat Hollywood een farce ging maken van hun beroep en Kramer moest benadrukken dat hij de medische beroepstak eerlijk en met respect zou laten zien. De film is om die reden ook bijna pijnlijk precies wat betreft operatiescènes. Het is een van de eerste films waar een echt kloppend menselijk hart te zien is tijdens een openhartoperatie. Ook filmde hij echte operaties en liet voor de camera een autopsie uitvoeren die zo gruwelijk was dat veel acteurs terugdeinsden. Soms heeft de medische vooruitgang de film ingehaald. In een van de scènes bijvoorbeeld wordt gesproken over een vagotomie, een operatie die in jaren vijftig vrij standaard was, maar tegenwoordig vrijwel in onbruik is geraakt. De film werd geschoten in de gebouwen van de University of California in Los Angeles. De campus fungeerde als buitenlocatie en stond model voor de medische school. Verder werd er gefilmd op Whitman Air Field in de San Fernando Valley, de Chaplin Studios in La Brea, Los Angeles in diverse ziekenhuizen als het Birmingham Veterans Hospital in San Fernando Valley. Kramer had het nodige te stellen met zijn hoofdrolspelers. Robert Mitchum, Frank Sinatra en Broderick Crawford vormden een trio dat niet alleen hevig dronk, maar ook graag de beest uithing. Ze verwisselden decorstukken, treiterden de medische adviseurs en probeerden Olivia de Havilland uit haar tent te lokken met suggestieve opmerkingen. Er brak zelfs een enorm gevecht uit tussen de drie, Lee Marvin en Myron McCormick in de kleedkamers. Alle ramen gingen eraan, terwijl stoelen en tafels sneuvelden en vrijwel alle telefoons van de muur werden gerukt.

## Filmmuziek
Oorspronkelijk zou Dimitri Tiomkin de muziek voor de film componeren maar hij kreeg ruzie met Kramer en werd vervangen door George Antheil en Buddy Kaye. Jimmy van Heusen en Buddy Kaye schreven het titelnummer Not as a Stranger speciaal voor de film. Daarna werd het opgenomen door Frank Sinatra. Uiteindelijk handhaafde Kramer alleen de instrumentale versie voor de film. De versie met zang van Sinatra zou pas in 1959 verschijnen op zijn album Look to Your Heart.